# U Pegasi
U Pegasi (U Peg / HIP 118149 / SAO 108933) es una estrella variable de magnitud aparente +9,23.
Encuadrada en la constelación de Pegaso, visualmente se localiza a poco más de 3º al sur de φ Pegasi.
Está a 454 años luz del sistema solar.
U Pegasi es una binaria de contacto, lo que implica que sus dos componentes comparten su capa exterior de gas, siendo el tipo espectral conjunto G2.
La componente más masiva —con una masa de 1,15 masas solares— tiene una temperatura efectiva de 5515 K y un radio un 20% más grande que el del Sol.
La componente secundaria tiene un tercio de la masa de su compañera, siendo su temperatura de 5800 K.
Su radio equivale al 73% del radio solar.
Ambas estrellas están separadas entre sí solo 0,012 UA o 2,52 radios solares.
El período orbital del sistema es de 9 horas (0,3748 días) y disminuye con el tiempo.
Como la práctica totalidad de binarias de contacto, U Pegasi constituye también una binaria eclipsante —del tipo W Ursae Majoris—, cuyo brillo decae 0,53 magnitudes en el eclipse principal y 0,50 magnitudes en el secundario.